# باشگاه فوتبال برایتون اند هوو آلبیون
باشگاه فوتبال بِرایْتون اَند هُووْ آلبیون یا برایتون(به انگلیسی: Brighton and Hove Albion Football Club) یک باشگاه فوتبال در لیگ برتر انگلستان است که در شهر برایتون اند هوو انگلستان قرار دارد. استادیوم خانگی برایتون، ورزشگاه فالمر است.
آنها موفق شدند در فصل ۲۰۲۲–۲۰۲۳ به لیگ اروپا صعود کنند.

## افتخارات
چمپیونشیپ
نایب قهرمان:۲۰۱۷–۲۰۱۶ ٫ ۱۹۷۹–۱۹۷۸
جام حذفی انگلستان:
نایب قهرمان:۱۹۸۳
جام خیریه:
قهرمان:۱۹۱۰

## هماوردان و رقبا
علیرغم فاصلهٔ ۶۴ کیلومتری دوباشگاه اما کریستال پالاس به عنوان رقیب اصلی باشگاه برایتون شناخته می‌شود شروع این رقابت به دهه هفتاد میلادی برمیگردد زمانی که تری ونبلز هدایت کریستال پالاس و آلن مولری هدایت برایتون را برعهده داشت و دوتیم در یک فصل نزدیک به همراه منسفیلد تاون در دسته سوم انگلستان در سال ۱۹۷۶ برای قهرمانی رقابت داشتند و باوجود باخت هردو از منسفیلد دو تیم به لیگ دستهٔ بالاتر صعود کردند و این رقابت در فصل بعد نیز میان دو تیم ادامه پیدا کرد.

## تاریخچه

### تأسیس

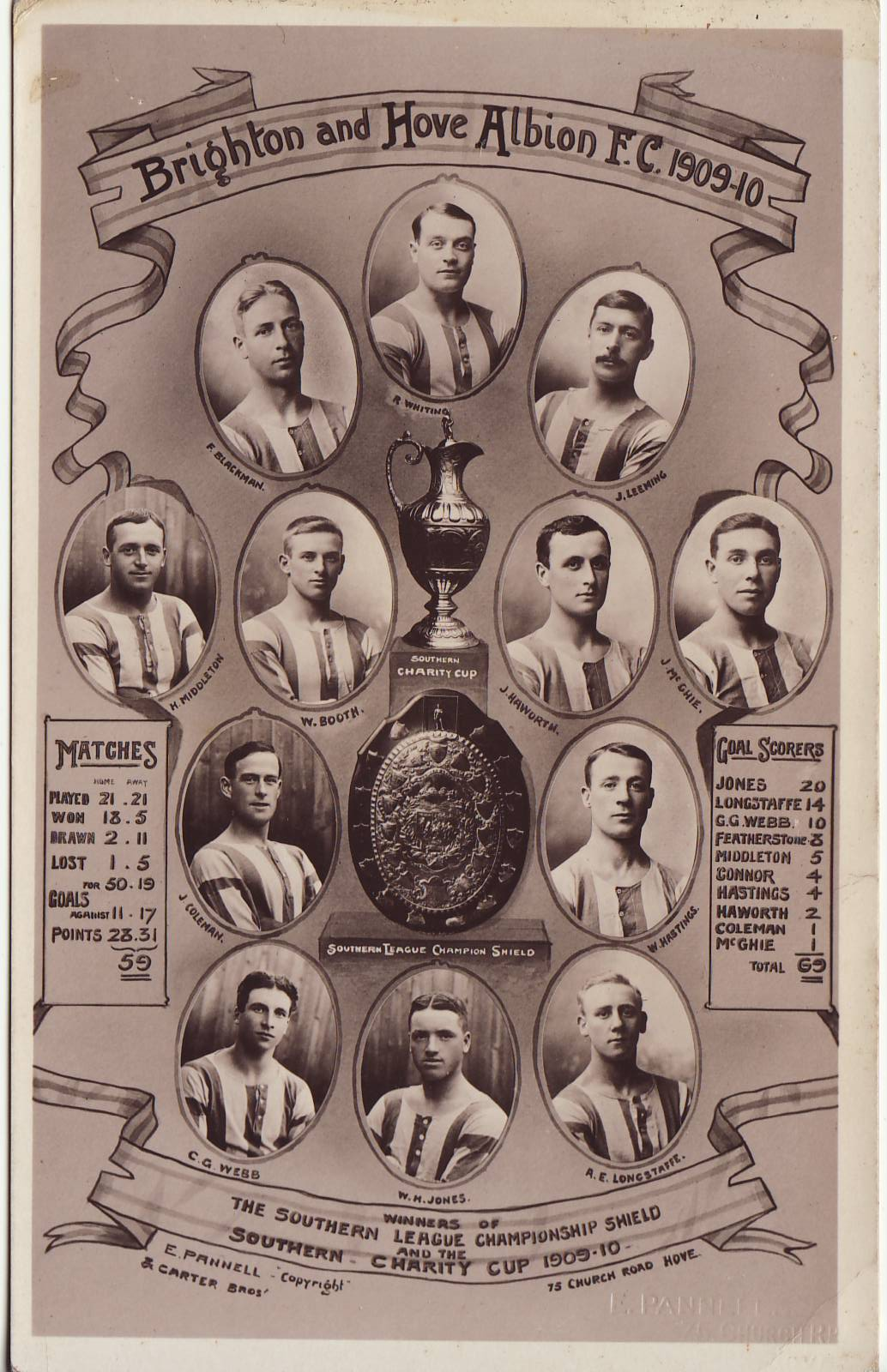
تیم سال ۱۹۱۰ که با شکست استون ویلا جام خیریه را بالای سر برد.

تیم با نام برایتون و هوو یونایتد در ۲۴ ژوئن ۱۹۰۱ تأسیس شد و به دنبال اعتراضات باشگاه فوتبال هوو، بلافاصله نامش را به برایتون و هوو آلبیون تغییر داد. علت انتخاب پسوند «آلبیون» به‌طور کامل مشخص نیست و گفته می‌شود از نام وست برومویچ آلبیون تأثیر گرفته، اما مدرکی مبنی بر ارتباط میان این دو باشگاه، وجود ندارد. برایتون در لیگ فوتبال جنوبی پذیرفته شد تا جایگزین تیم منحل‌شده برایتون و هوو رنجرز شود. در لیگ جنوبی، تنها افتخار کشوری‌شان تا به امروز را به دست آوردند و با شکست قهرمان لیگ، استون ویلا در فینال سال ۱۹۱۰، جام خیریه را بالای سر بردند. در سال ۱۹۲۰، نوزده سال پس از شکل‌گیری، برای رقابت در دسته سوم از لیگ فوتبال برگزیده شدند. دورهٔ اوج این باشگاه بین سالهای ۱۹۷۹ و ۱۹۸۳ بود. در سال ۱۹۸۳ برایتون همراه منچستر یونایتد به فینال جام حذفی فوتبال انگلستان ۱۹۸۳ رسید که پس از تساوی ۲–۲ در بازی اول با شکست ۴-صفر برایتون در بازی تکراری همراه بود. در همان فصل برایتون به لیگ دسته دوم سقوط کرد. تا اواخر دههٔ ۱۹۹۰ برایتون به پایین‌ترین ردهٔ فوتبال انگلستان سقوط کرده و با مشکلات مالی عدیده‌ای روبرو بود. با این همه در سال‌های ۲۰۰۱ و ۲۰۰۲ با دو صعود متوالی به لیگ دسته اول فوتبال انگلیس رسید. در سال ۲۰۱۱ برایتون به ورزشگاه فالمر نقل مکان کرد و پس از ۱۴ سال صاحب یک زمین خانگی دائمی شد. این تیم در فصل ۲۰۱۶–۲۰۱۷ در چمپیونشیپ دوم شد و پس از ۳۴ سال به بالاترین سطح فوتبال انگلستان صعود کرد.

## هواداران
هواداران این باشگاه، کریستال پالاس را رقیب اصلی خود می‌دانند. بازی این دو تیم با یک‌دیگر یکی از هماوردی‌های جنوب انگلستان به حساب می‌آید که به «دربی M23» مشهور است.

## بازیکنان
تا تاریخ ۱۱ اوت ۲۰۲۳
تذکر: پرچم استفاده شده در کنار نام بازیکنان نشان‌دهندهٔ ملیتی است که برای بازیکنان در فیفا ثبت شده‌است. این بازیکنان ممکن است بیش از یک ملیت داشته باشند.
| شماره |          | پست       | بازیکن               |
| ----- | -------- | --------- | -------------------- |
| ۱     | هلند     | دروازه‌بان | بارت فربروگن         |
| ۲     | غنا      | مدافع     | طارق لمپتی           |
| ۳     | برزیل    | مدافع     | ایگور خولیو          |
| ۴     | انگلستان | مدافع     | آدام وبستر           |
| ۵     | انگلستان | مدافع     | لوئیس دانک (کاپیتان) |
| ۶     | انگلستان | هافبک     | جیمز میلنر           |
| ۷     | انگلستان | هافبک     | سولی مارچ            |
| ۸     | آلمان    | هافبک     | محمود داهود          |
| ۹     | برزیل    | مهاجم     | ژائو پدرو            |
| ۱۰    | پاراگوئه | مهاجم     | خولیو سزار انسیسو    |
| ۱۱    | اسکاتلند | هافبک     | بیلی گیلمور          |
| ۱۳    | آلمان    | هافبک     | پاسکال گروس          |
| ۱۴    | انگلستان | هافبک     | آدام لالانا          |
| ۱۵    | لهستان   | هافبک     | یاکوب مودر           |
| ۱۷    | کلمبیا   | هافبک     | استیون آلساته        |

| شماره |               | پست       | بازیکن           |
| ----- | ------------- | --------- | ---------------- |
| ۱۸    | انگلستان      | مهاجم     | دنی ولبک         |
| ۲۲    | ژاپن          | هافبک     | کائورو میتوما    |
| ۲۳    | انگلستان      | دروازه‌بان | جیسون استیل      |
| ۲۴    | ساحل عاج      | هافبک     | سیمون آدینگرا    |
| ۲۵    | اکوادور       | هافبک     |                  |
| ۲۶    | سوئد          | هافبک     | یاسین عیاری      |
| ۲۸    | جمهوری ایرلند | مهاجم     | ایوان فرگوسن     |
| ۲۹    | هلند          | مدافع     | یان پل فن هکه    |
| ۳۰    | اکوادور       | مدافع     | پرویس استوپینیان |
| ۳۴    | هلند          | مدافع     | یوئل ولتمن       |
| ۳۸    | انگلستان      | دروازه‌بان | تام مک‌گیل        |
| ۴۰    | آرژانتین      | هافبک     | فاکوندو بونانوتی |
|       | سوئیس         | مهاجم     | اندی زکیری       |

## مربیان پیشین
| - جک رابسون - تامی کوک - دان ولش - فردی گودوین - برایان کلاف - پیتر تیلور - آلن مولری - مایک بیلی | - جیمی ملیا - لیام بردی - جیمی کیس - میکی آدامز - استیو کوپل - گاس پویت - اسکار گارسیا - سامی هوپیا |